# Dicranomyia nowankareena
Dicranomyia nowankareena là một loài ruồi trong họ Limoniidae. Chúng phân bố ở miền Australasia.